# Fissidens borgenii
Fissidens borgenii är en bladmossart som beskrevs av Georg Ernst Ludwig Hampe 1870. Fissidens borgenii ingår i släktet fickmossor, och familjen Fissidentaceae. Inga underarter finns listade i Catalogue of Life.